# شهرستان کمبل (وایومینگ)
شهرستان کمبل، وایومینگ (به انگلیسی: Campbell County, Wyoming) یک سکونتگاه مسکونی در ایالات متحده آمریکا است که در وایومینگ واقع شده‌است.

## خصوصیات
شهرستان کمپبل ۱۲٬۴۵۰٫۱۴ کیلومترمربع مساحت دارد.